# Nunzio Filogamo
(Celebre saluto di Filogamo)
Nunzio Filogamo (Palermo, 20 settembre 1902 – Rodello, 24 gennaio 2002) è stato un conduttore radiofonico, conduttore televisivo, attore, cantante e regista radiofonico italiano.
Dopo aver esordito alla radio, fu tra i primi conduttori televisivi della televisione italiana, in particolare primo presentatore della kermesse musicale del Festival di Sanremo, del quale condusse in totale cinque edizioni.

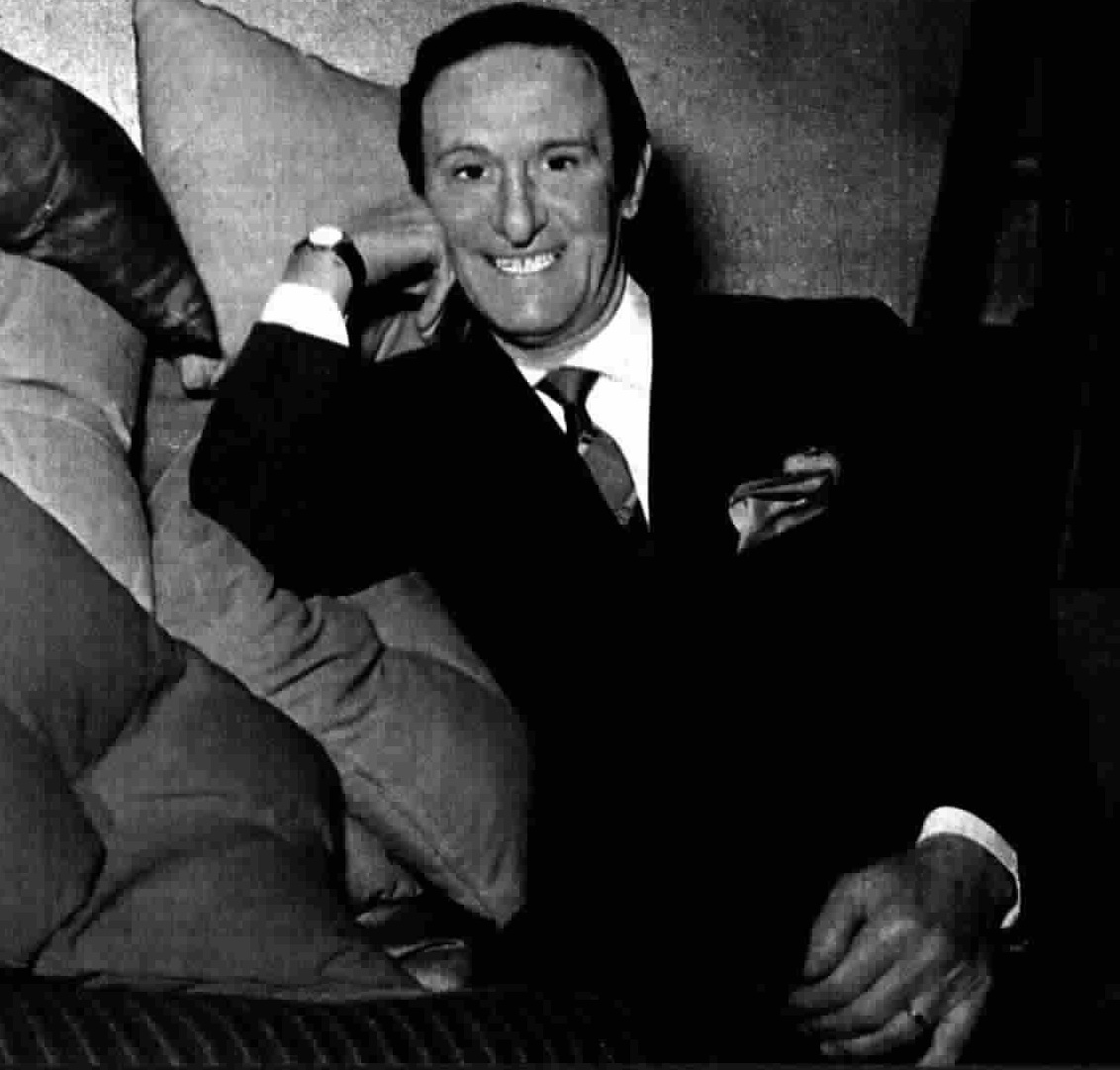
Nunzio Filogamo nel suo celebre saluto

## Biografia
Nato a Palermo, a soli due mesi si trasferì con la famiglia a Torino. Dopo gli studi in legge, alla Sorbona di Parigi e all'Università degli Studi di Torino, fece l'avvocato per due anni in quest'ultima città, poi approdò al mondo dello spettacolo recitando in celebri compagnie teatrali insieme a Dina Galli e alle sorelle Emma ed Irma Gramatica. Suoi fratelli minori furono il giornalista e schermidore Carlo Filogamo (1909-2003) e il medico Guido Filogamo (1916-2018), docente di anatomia all'Università degli Studi di Torino

## La radiofonia

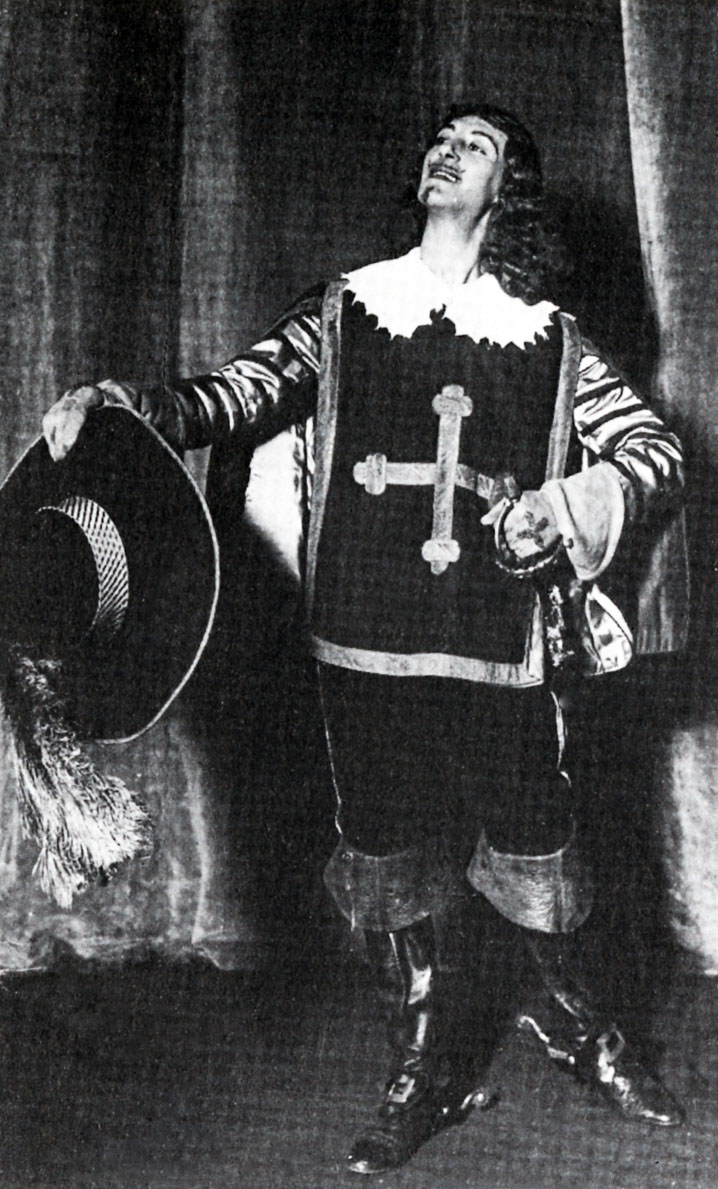
Nunzio Filogamo nella parte di Aramis ne I quattro moschettieri (1934)

La soubrette Danielle Corin con Nunzio Filogamo in un programma Radio Rai nel 1949

All'inizio degli anni trenta incominciò a lavorare nella compagnia teatrale di Ruggero Ruggeri dove però restò per una sola stagione. Entrato nell'EIAR (1934), Riccardo Morbelli lo chiamò per interpretare Aramis nella rivista I quattro moschettieri (di cui curò anche la regia nelle ultime puntate del 1937). Filogamo caratterizzò magistralmente il proprio personaggio con la "erre moscia" e un atteggiamento snob.
Sull'onda del successo di quegli anni tentò anche l'avventura discografica: tra le sue canzonette si ricordano Tutto va bene madama la marchesa, Qualcosa in Perù, Mi chiamo Viscardo, Mi hanno rovinato le donne e Cagnolino pechinese, le due ultime tratte dal citato programma radiofonico I quattro moschettieri.
Il 18 maggio 1940, dal Teatro Carlo Felice di Genova, condusse l'ottava puntata dello spettacolo L'ora del dilettante, antesignano della Corrida.
Divenuto ormai un vero divo della radio italiana, diresse la Compagnia di rivista dell'EIAR di Roma che debuttò il 24 novembre 1940 e, negli anni della seconda guerra mondiale, fu incaricato di presentare gli spettacoli organizzati per le forze armate, affiancando dopo l'arrivo degli americani, stelle come Marlene Dietrich e Gene Krupa.
Dal 1950 al 1952 presentò la trasmissione di dilettanti Il microfono è vostro. Filogamo iniziava ogni puntata con il celebre saluto "Cari amici vicini e lontani buonasera, buonasera ovunque voi siate". La frase fu ripresa come titolo da un libro di Gianni Isola e da una trasmissione televisiva di Renzo Arbore del 1984 per i 60 anni della radio italiana, divenendo un simbolo della radiofonia italiana.

## Il Festival di Sanremo

Marisa Allasio, Nunzio Filogamo e Fiorella Mari Sanremo 1957

Nunzio Filogamo tenne a battesimo il primo Festival di Sanremo (1951), che nella seconda edizione (1952) aprì con il suo ormai consueto saluto: "Miei cari amici vicini e lontani, buonasera ovunque voi siate!".
Presentò anche le due edizioni successive del Festival, per poi venirne estromesso, con l'arrivo della televisione, in quanto ritenuto poco telegenico. Dato il forte controllo cattolico sulla Rai di quegli anni, probabilmente contribuirono a tale esclusione le ricorrenti voci sull'omosessualità di Filogamo, alle quali faceva esplicito riferimento nelle movenze l'imitatore Alighiero Noschese, nonché in una parodia a Sanremo 2006 di Carlo Verdone, nei panni della cantante Assunta De Senis, che scherzosamente disse: "La Filogamo era un'isterica... una mia carissima amica". 
La figura di Filogamo pare, comunque, esser servita d'ispirazione ad Ettore Scola per il personaggio di Gabriele (Marcello Mastroianni) nel film Una giornata particolare. Non a caso il libro che Gabriele regala ad Antonietta (Sophia Loren) alla fine del film è proprio I tre moschettieri.

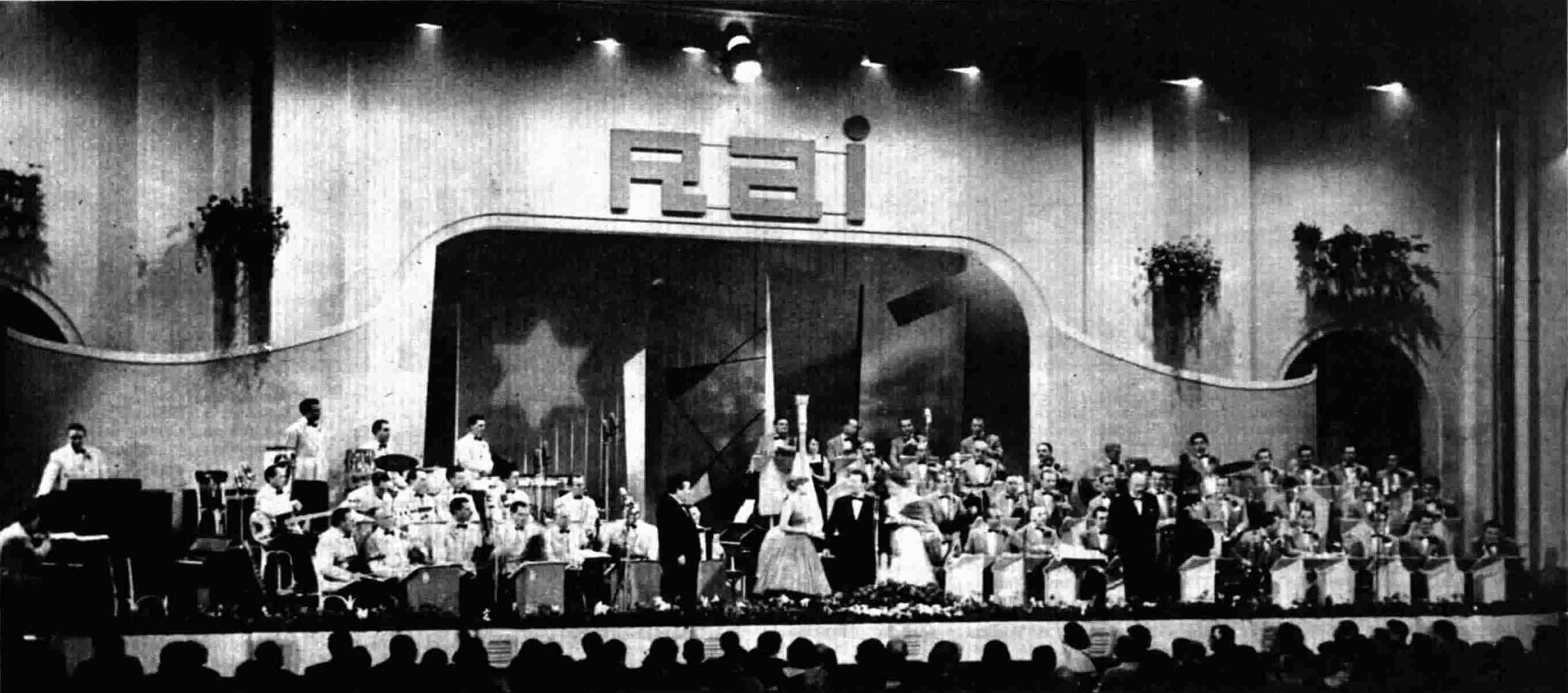
Festival di Sanremo 1957. Al centro del palcoscenico, vi sono i presentatori Marisa Allasio, Nunzio Filogamo e Fiorella Mari. Partecipano l'orchestra Angelini a sinistra e l'orchestra Trovajoli a destra.

Il popolare presentatore tornò comunque al Festival nel 1957, al fianco di Marisa Allasio, cui non risparmiò i rimproveri, nell'ultima serata, per le numerose "papere".

Nunzio Filogamo negli anni ottanta

Tra gli anni cinquanta e i sessanta presentò numerose trasmissioni radiofoniche, tra le quali Occhio magico (1955), La tombola (1957), Maestro per favore (1961), Il cantagiro (1963), Un disco per l'estate (1964) e Moda e costume (1965).
Negli anni settanta continuò a dedicarsi alla radio partecipando alle trasmissioni per il ventesimo anniversario del Festival di Sanremo, e presentando programmi musicali come Toujours Paris e Paris Chanson.
Ricomparve ottantenne in radio nel 1983 per condurre un memorial in omaggio al maestro Cinico Angelini. Sempre negli anni ottanta fu una delle tante voci del programma radiofonico L'aria che tira. Tornò in televisione come ospite d'onore della prima puntata della trasmissione di Renzo Arbore, Cari amici vicini e lontani (1984), dedicata ai sessant'anni della radio.
Ritiratosi in una casa di riposo di Rodello, nelle Langhe cuneesi, nel 1987 partecipò alla trasmissione del venerdì sera di Rete 4 Un fantastico tragico venerdì, con Carmen Russo e Paolo Villaggio. Fece poi perdere le sue tracce, tanto da indurre Pippo Baudo a una gaffe nel 1997, quando durante una trasmissione televisiva diede Filogamo per morto. In quella trasmissione era presente anche Mike Bongiorno che tentò di correggere Baudo, segnalandogli a ragione che Filogamo era ancora vivo ma Pippo Baudo, persistendo nell'errore, si scusò col pubblico, continuando ad affermare che Filogamo non era più in vita e che Bongiorno era incappato in uno dei suoi classici errori maldestri.
Poco tempo dopo, Filogamo, in risposta alle dichiarazioni di Pippo Baudo, ricomparve sul piccolo schermo per una brevissima intervista alla trasmissione Striscia la notizia, nella quale, ironicamente, dichiarava di essere ancora vivo.
Nel 2000 Nunzio Filogamo rilasciò un'ultima intervista alla trasmissione La vita in diretta dalla casa di riposo di Rodello, dove morì il 24 gennaio 2002 a 99 anni.

## Programmi radio Eiar
- Maestro per favore, viaggio sentimentale presentato da Nunzio Filogamo, orchestra di Enzo Ceragioli, trasmessa nel 1941
- Vecchi e giovani, varietà di Vittorio Metz, regia di Guido Barbarisi, trasmesso il 13 settembre 1943.

## Programmi radio Rai
- Gran Gala, programma di varietà presentato da Nunzio Filogamo, orchestra diretta da Marcello De Martino, regia di Riccardo Mantoni, trasmessa nel 1961.

## Filmografia
- Non c'è bisogno di denaro, regia di Amleto Palermi (1933)
- Il serpente a sonagli, regia di Raffaello Matarazzo (1935)
- Contessa di Parma, regia di Alessandro Blasetti (1937)
- Una famiglia impossibile, regia di Carlo Ludovico Bragaglia (1940)
- Ecco la radio!, regia di Giacomo Gentilomo (1940)
- La vita torna, regia di Pier Luigi Faraldo (1941)
- C'è sempre un ma!, regia di Luigi Zampa (1943)
- L'eco della gloria, regia di Théophile Pathé (1947)
- Come persi la guerra, regia di Carlo Borghesio (1947)
- Adamo ed Eva, regia di Mario Mattoli (1949)
- Come scopersi l'America, regia di Carlo Borghesio (1949)
- Il vedovo allegro, regia di Mario Mattoli (1950)
- Il microfono è vostro, regia di Giuseppe Bennati (1951)
- Miracolo a Viggiù, regia di Luigi Giachino (1951)
- I due sergenti, regia di Carlo Alberto Chiesa (1951)
- Pentimento, regia di Enzo Di Gianni (1952)
- Urlo contro melodia nel Cantagiro '63, regia di Arturo Gemmiti (1963)
- La guerra dei topless, regia di Enzo Di Gianni (1965).

## Prosa televisiva
- Il candidato, di Gustave Flaubert, regia di Maurizio Scaparro, trasmessa il 22 gennaio 1971.

## Televisione
- Festival di Sanremo (Programma Nazionale, 1957)
- Un fantastico tragico venerdì (Rete 4, 1986-1987)

## Memoria
La città di Torino gli ha intitolato nel maggio 2004 il giardino di via Montebello, adiacente alla Mole Antonelliana e agli studi Rai.